# Quintazo

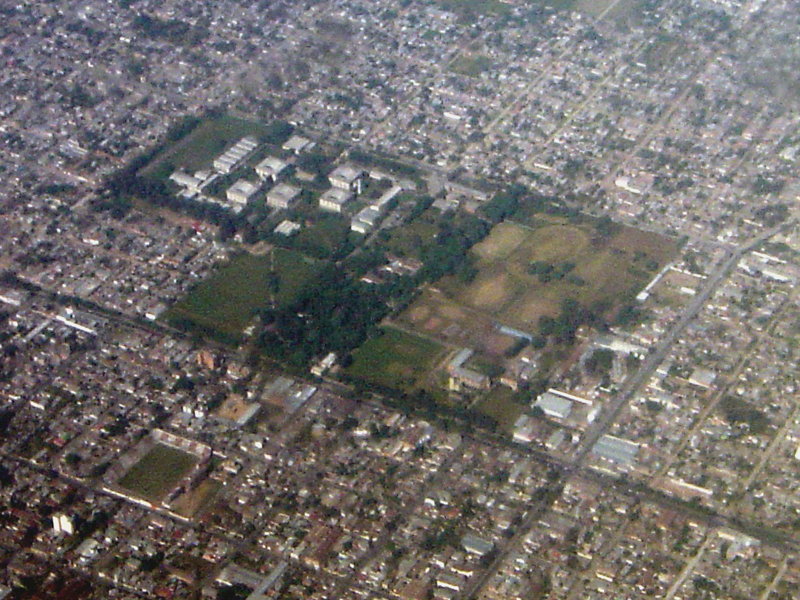
Quinta Agronómica de la Universidad Nacional de Tucumán, donde fue el epicentro del Quintazo.

El Quintazo fue una insurrección popular sucedida en la Argentina en 1972. Fue denominada de esta manera por haberse iniciado en la Quinta Agronómica de la Universidad Nacional de Tucumán. Fue el tercer tucumanazo sucedido entre 1969 y 1972, en la ciudad de San Miguel de Tucumán, capital de la Provincia de Tucumán, durante el gobierno del dictador Alejandro Agustín Lanusse. En el curso de la misma fue asesinado por la policía, el estudiante Víctor Villalba, crimen que quedó impune. La pueblada se inició el 21 de junio de 1972 y se extendió durante una semana hasta el 27 de junio.

## Los hechos
El estallido se originó en la confluencia del paro activo realizado el 21 de junio por el Frente Estatal que agrupaba a los sindicatos del sector público y una movilización estudiantil contra la falta de plazas en el comedor universitario. Ese primer día las fuerzas policiales disolvieron a los manifestantes. 
El 22 de junio las protestas se repitieron y la represión policial generó un gran descontento en la población y particularmente entre los estudiantes, cuando la policía irrumpió en el comedor universitario para reprimir y detener a los jóvenes que se hallaban allí. Los estudiantes respondieron tirando piedras y botellas y construyendo barricadas para instalarse en la Quinta Agronómica, nombre con que se conocía la Facultad de Agronomía de la Universidad Nacional de Tucumán, que sería en epicentro del movimiento y daría nombre a la insurrección. 
El día viernes 23 los enfrentamientos continuaron, los vecinos de la Quinta Agronómica apoyaron activamente a los estudiantes y numerosos trabajadores se sumaron a las protestas.
El día sábado 24 el gobierno endureció la represión, cerró las fronteras de la provincia y asesinó al estudiante Víctor Villalba, de 20 años, disparándole a la cabeza a corta distancia una cápsula de gas lacrimógeno. El asesinato de Villalba generó indignación entre el estudiantado y la población en general, provocando que miles de estudiantes se instalaran en la Quinta, donde llegaron a construir una honda de dos metros de altura, que no llegó a ser usada. Esa noche la dictadura al mando del general Alejandro Agustín Lanusse dispuso la preparación del Regimiento 20 de Infantería y del Grupo de Artillería de Alta Montaña del Ejército, para una eventual militarización de la provincia. Ese mismo día la CGT local decretó la huelga general para el día 27 y declaró una jornada de duelo por el crimen de Villalba. 
El día domingo 25 tres integrantes del Movimiento de Sacerdotes para el Tercer Mundo, los padres Amado Dip, Juan Ferrante y René Nieva, realizaron una multitudinaria misa por Villalba, en la calle frente a la Quinta. Por la tarde la Gendarmería Nacional comenzó a participar en la represión.
El lunes 26 de junio el Ejército intervino en la represión y se hizo cargo de la ciudad, cerrando todos los accesos y desalojando las facultades del centro. Los estudiantes se concentraron en la Quinta. 
Por la mañana del martes 27, el Ejército rodeó la misma, intimando a los estudiantes a rendirse, con la promesa de que si así lo hacían podían retirarse a sus casa. Luego de una asamblea, los estudiantes decidieron rendirse, pero el Ejército procedió a detenerlos y encarcelarlos en el Club Atlético Central Córdoba, donde se instaló un campo de concentración bajo régimen militar. Recuperada la Quinta, el Ejército dispuso allanar las viviendas vecinas para detener a quienes hubieran participado o apoyado la insurrección. El hecho produjo un nuevo brote insurreccional de los vecinos, que procedieron a ocupar unas cincuenta manzanas del barrio La Ciudadela. La ciudad se encontraba además paralizada por la huelga de la CGT. La insurrección se extendió asimismo a otras ciudades tucumanas, como Monteros donde cortaron la Ruta Nacional 38, Tafí Viejo donde los obreros ferroviarios obstruyeron el acceso a la ciudad, y Concepción.
Al día siguiente, retomado el control de la ciudad por el Ejército, renunciaron el rector de la Universidad de Tucumán y todos los decanos de facultades. El homicidio de Víctor Villalba fue investigado por la justicia local que en 1977 dispuso archivar la causa concluyendo que había sido cometido por "autores desconocidos", pese a las pruebas existentes en el expediente.